# Archaboilus
Archaboilus — викопний рід прямокрилих комах з вимерлої родини Haglidae. Існував на початку юрському періоді. Скам'янілості виявлені в Азії.

## Види
- A. kisylkiensis Martynov 1937 — Внутрішня Монголія (Китай), юрський період.[2]
- A. martynovi Gorochov 1988 — Киргизстан, нижня юра.[3]
- A. musicus Gu, Engel & Ren, 2012 — Внутрішня Монголія (Китай), юрський період.[4]
- A. polyneurus Gu, Yue & Ren, 2021 — Внутрішня Монголія (Китай), межа батонського і келловійського ярусів.[5]
- A. shurabicus Martynov 1937 — Шуроб (Таджикистан), нижня юра.[6]
- A. similis Zherikhin 1985 — Росія, юрський період.[7]